# Almost Alice
Almost Alice – album promujący film w reżyserii Tima Burtona pod tytułem Alicja w Krainie Czarów. Miał on swoją światową premierę 2 marca 2010 roku.

## Lista utworów
| #  | Tytuł                   | Artysta                         | Czas |
| -- | ----------------------- | ------------------------------- | ---- |
| 1  | "Alice"                 | Avril Lavigne                   | 3:37 |
| 2  | "The Poison"            | The All-American Rejects        | 3:54 |
| 3  | "The Technicolor Phase" | Owl City                        | 4:27 |
| 4  | "Her Name Is Alice"     | Shinedown                       | 3:40 |
| 5  | "Painting Flowers"      | All Time Low                    | 3:26 |
| 6  | "Where's My Angel"      | Metro Station                   | 3:30 |
| 7  | "Strange"               | Tokio Hotel i Kerli             | 3:52 |
| 8  | "Follow Me Down"        | 3OH!3 i Neon Hitch              | 2:10 |
| 9  | "Very Good Advice"      | Robert Smith                    | 3:00 |
| 10 | "In Transit"            | Mark Hoppus i Peter Wentz       | 4:02 |
| 11 | "Welcome to Mystery"    | Plain White T’s                 | 4:27 |
| 12 | "Tea Party"             | Kerli                           | 3:29 |
| 13 | "The Lobster Quadrille" | Franz Ferdinand                 | 2:09 |
| 14 | "Running Out of Time"   | Motion City Soundtrack          | 3:01 |
| 15 | "Fell Down a Hole"      | Wolfmother                      | 5:04 |
| 16 | "White Rabbit"          | Grace Potter and the Nocturnals | 2:42 |

Bonusowa ścieżka dźwiękowa Hot Topic
| #  | Tytuł              | Artysta           | Czas |
| -- | ------------------ | ----------------- | ---- |
| 17 | "Topsy Turvy"      | Family Force 5    | 3:25 |
| 18 | "See What We Seas" | Never Shout Never |      |
| 19 | "Extreme"          | Valora!           |      |

Bonusowa ścieżka dźwiękowa iTunes
| #  | Tytuł                         | Artysta              | Czas |
| -- | ----------------------------- | -------------------- | ---- |
| 17 | "You Are Old, Father William" | They Might Be Giants |      |
| 18 | "Alice's Theme"               | Danny Elfman         |      |